# Caouënnec-Lanvézéac
Caouënnec-Lanvézéac (bretonisch: Kaouenneg-Lanvezeeg) ist eine französische Gemeinde mit 904 Einwohnern (Stand: 1. Januar 2022) im Département Côtes-d’Armor in der Region Bretagne. Die Gemeinde gehört zum Arrondissement Lannion und zum Kanton Bégard (bis 2015: Kanton Lannion). 

## Geographie
Caouënnec-Lanvézéac liegt etwa 49 Kilometer westnordwestlich von Saint-Brieuc. Umgeben wird Caouënnec-Lanvézéac von den Nachbargemeinden Rospez im Norden, Quemperven im Nordosten, Cavan im Süden und Osten, Tonquédec im Westen und Südwesten sowie Lannion im Nordwesten.

## Bevölkerungsentwicklung
| Jahr                      | 1962 | 1968 | 1975 | 1982 | 1990 | 1999 | 2006 | 2013 |
| Einwohner                 | 344  | 327  | 472  | 614  | 582  | 628  | 790  | 853  |
| Quelle: Cassini und INSEE |      |      |      |      |      |      |      |      |

## Sehenswürdigkeiten
- Kirche Notre-Dame in Caouënnec, erbaut 1865
- Kirche Saint-Ézéchiel in Lanvézéac

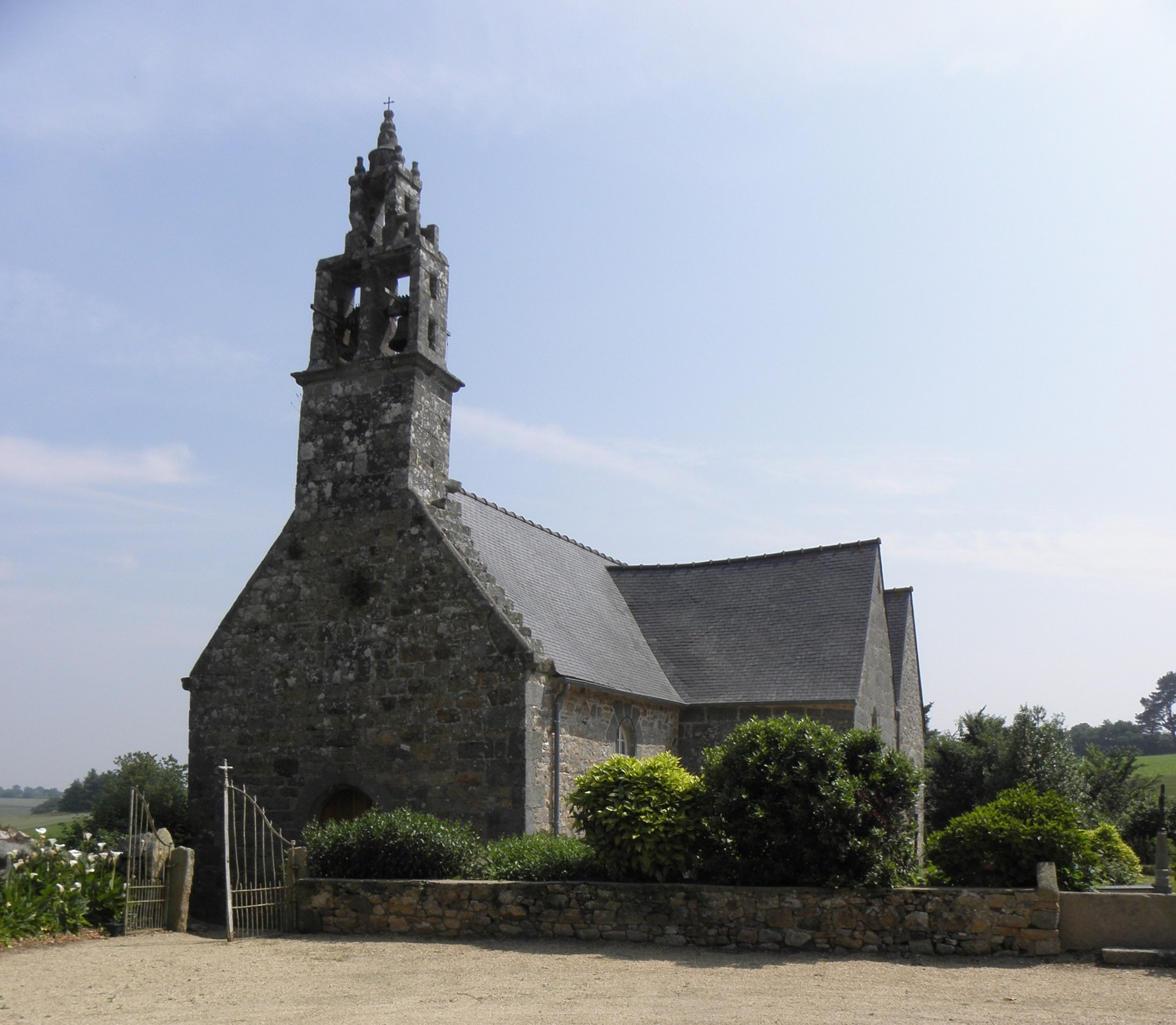
Kirche Saint-Ézéchiel